# Amilcar Type CS 8
Der Amilcar Type CS 8 (kurz Amilcar CS 8) war ein Pkw der französischen Marke Amilcar. Es gibt auch die Schreibweise Amilcar Type CS8.

## Beschreibung
Amilcar präsentierte dieses Modell zusammen mit der Serienausführung des Amilcar Type C 8 auf dem Pariser Autosalon im Oktober 1929. Vorausgegangen war der Amilcar Type J.
Ungewöhnlich für diese Hubraumgröße war der Achtzylinder-Reihenmotor. Er hatte 66 mm Bohrung, 85 mm Hub, 2326 cm³ Hubraum und war mit 13 Cheval fiscal eingestuft. Der Motor leistete 58 PS bei 4000/min. Die Zündreihenfolge war 1, 6, 2, 5, 8, 3, 7, 4.
Der Radstand betrug 3000 mm und die Spurweite 1325 mm. Das Fahrgestell wog 900 kg und das Komplettfahrzeug als Limousine 1380 kg.
Zunächst standen eine viertürige Limousine, ein zweisitziger Roadster und ein viersitziges Faux-Cabriolet im Sortiment. Letzteres war ein Coupé mit einem vorgetäuschten Verdeck. Ab Oktober 1930 kam ein viersitziges Cabriolet dazu. Außerdem zeigt eine Abbildung eine zweitürige Limousine.
1933 endete die Produktion. Insgesamt entstanden von den beiden Achtzylindermodellen zusammen weniger als 800 Fahrzeuge.
1934 erschien der Amilcar Pégase als Nachfolger.